# Алекперов, Ильгар Фарман оглы
Ильгар Фарман оглы Алекперов (азерб. Ələkbərov İlqar Fərman oğlu; 6 октября 1993, Баку, Азербайджан) — азербайджанский футболист, полузащитник.

## Клубная карьера

### Чемпионат
Являющийся воспитанником бакинского «Интера» Ильгар Алекперов, с 2012 года выступает в основном составе «банкиров».

## Лига Европы УЕФА
Дебют игрока в Лиге Европы УЕФА в составе «Интера» состоялся 11 июля 2013 года в финском городе Мариехамн, в ответном матче первого квалификационного раунда Лиги Европы УЕФА против финского «Мариехамна». В игре, завершившейся победой бакинцев со счетом 2:0, Алекперов вышел на поле на последних минутах матча.

## Сборная Азербайджана

### U-21
Свою первую игру в составе олимпийской сборной Азербайджана провел 10 октября 2013 года в норвежском городе Драммен, в отборочном матче Чемпионата Европы среди U-21, против олимпийской сборной Норвегии, в котором азербайджанская «молодежка» победила со счетом 1:3.

## Достижения
- 2013 — бронзовый призёр Премьер-лиги Азербайджана.